# The Revolution Starts Now
The Revolution Starts Now è l'undicesimo album in studio del cantante country alternativo Steve Earle, pubblicato nel 2004.
Earle per questo ha ricevuto il Grammy Award come miglior album folk contemporaneo al 47 ° Grammy Awards tenutosi il 13 febbraio 2005 allo Staples Center di Los Angeles, in California.

## Tracce
1. The Revolution Starts ... – 3:10
2. Home to Houston – 2:41
3. Rich Man's War – 3:25
4. Warrior – 4:11
5. The Gringo's Tale – 4:33
6. Condi, Condi – 3:08
7. F the CC – 3:12
8. Comin' Around – 3:41
9. I Thought You Should Know – 3:46
10. The Seeker – 3:11
11. The Revolution Starts Now – 4:23